# Jižní Súdán
Jižní Súdán (anglicky South Sudan), plným názvem Jihosúdánská republika (anglicky Republic of South Sudan), je stát v severovýchodní Africe. Osou státu je Bílý Nil a povrch z velké části tvoří mokřiny a tropické lesy. Nejvyšší horou je Kinyeti nedaleko hranice s Ugandou. Území je složeno z celkem 10 států s celkovou rozlohou 644 329 km2. Dle odhadů zde žilo v roce 2012 kolem 10 625 176 obyvatel převážně křesťanského a animistického vyznání. Jeho hlavním a současně největším městem je Džuba. Jižní Súdán sousedí na východě s Etiopií, na jihu s Keňou, Ugandou a Demokratickou republikou Kongo a na západě se Středoafrickou republikou. Na severu sousedí se Súdánem. Úředním jazykem je angličtina. Jižní Súdán je nejnovějším vzniklým nezávislým státem k roku 2012.
V předkoloniální epoše se na území Jižního Súdánu nekonstituoval žádný významnější státní útvar. Na počátku 20. století se zde dominantní silou stali Britové, kteří Jižní Súdán spravovali odděleně od dnešního súdánského území. Během jednání o nezávislost byl však Jižní Súdán přivtělen ke svému severnímu sousedu, což dalo vzniknout novodobému súdánskému státu, oficiálně nezávislému od roku 1956. Vzhledem k neochotě súdánských elit zavést autonomní uspořádání pro jižní oblasti vypukla první občanská válka trvající až do roku 1972, kdy byla uznána jihosúdánská autonomní vláda. Autonomní postavení bylo o 11 let později nicméně znovu zrušeno, což vedlo k vypuknutí nové občanské války, jež byla ukončena podpisem mírové dohody roku 2005. Od té chvíle se jihosúdánské území těšilo autonomii s tím, že šest let od podepsání smlouvy proběhne v Jižním Súdánu hlasování o nezávislosti. Poté, co v lednu 2011 přes 98 % voličů hlasovalo pro odtržení, vyhlásila jihosúdánská vláda 9. července 2011 samostatnost. Země se potýká s následky dlouhé občanské války, rovněž ale i s bojem protivládních povstalců a krvavými etnickými konflikty.
Jižní Súdán má republikánské státní zřízení. Vedoucí postavení v politice má Súdánské lidově osvobozenecké hnutí v čele s jihosúdánským prezidentem Salva Kiirem Mayarditem. Ekonomika státu je nerozvinutá, státní finance takřka úplně závisí na ziscích z prodeje ropy, jež se v Jižním Súdánu těží. Země je dosud ekonomicky závislá na svém severním sousedu Súdánu, neboť se přes něj dováží většina zboží a rovněž přes jeho území vede ropovod k rafinériím na severu. Infrastruktura je spolu se školstvím ve špatném stavu, mnoho obyvatel nemá přístup k elektřině ani základním hygienickým zařízením. Číst a psát umí jen něco přes čtvrtinu obyvatelstva. Vláda vydává značnou část svých příjmů na armádu, ostatní složky státu, jako je policie či justice, jsou zanedbané. Jižní Súdán má svébytnou kulturu, tvořenou desítkami různých etnik, z nichž nejpočetnější jsou především Dinkové a Nuerové.

## Etymologie
Slovo Súdán pochází z arabštiny ze slovního spojení „bilád as-súdán“, které znamená „země černochů“. Vedle označení Jižní Súdán byly navrženy další alternativy, například Kuš, podle země z biblických dob, jež se měla přibližně v této oblasti nacházet, případně Nový Súdán, Nilská republika, Ekvátorie či Džuwama. V únoru 2011 bylo rozhodnuto, že země ponese název Jižní Súdán.

## Dějiny

### Předkoloniální období
Na území dnešní Súdánské i Jihosúdánské republiky existoval před příchodem Britů větší počet nezávislých domorodých kmenů či nepříliš rozsáhlých států, jejichž obyvatelé do těchto míst přišli převážně během 15. až 19. století. V letech 1820–1821 se Egyptu podařilo obsadit severní části súdánského území, avšak ani egyptská správa, ani mahdistický stát existující v letech 1883–1898 nedokázal získat v této oblasti silnější oporu. Vládní moc se vždy omezovala jen na několik opevněných bodů, takže země byla fakticky pod kontrolou zdejších kmenů. Ty na druhou stranu trpěly častými nájezdy otrokářů ze severu. V souvislosti s britským dobýváním Súdánu došlo na území Jižního Súdánu ke konfrontaci francouzské expedice a britských sil známé jako Fašodská krize. Tento incident byl vyvrcholením delšího britsko–francouzského soupeření ve východních částech Afriky – jednalo se zejména o zajištění pro Egypt důležitého údolí řeky Nilu tak, aby žádná z koloniálních velmocí nemohla narušit britské zájmy. Přes vyostřený průběh nakonec celá situace skončila stažením francouzských jednotek z jihosúdánského území a potvrzením britské nadvlády v této oblasti. V březnu 1899 byla poté podepsána dohoda, na základě níž si Britové a Francouzi rozdělili sféry zájmu podél linie řek Kongo a Nil. Francouzi ovšem nebyli jediní, kdo se snažil získat jihosúdánské oblasti pod svůj vliv – část jihosúdánského území známou jako Enkláva Lado prohlásili za svou v roce 1892 Belgičané a připojili ji k Belgickému Kongu. Na základě belgicko-britské dohody z roku 1896 však připadlo toto území v roce 1910 rovněž Britům, čímž byla jejich dominance v oblasti zpečetěna.

### Koloniální období

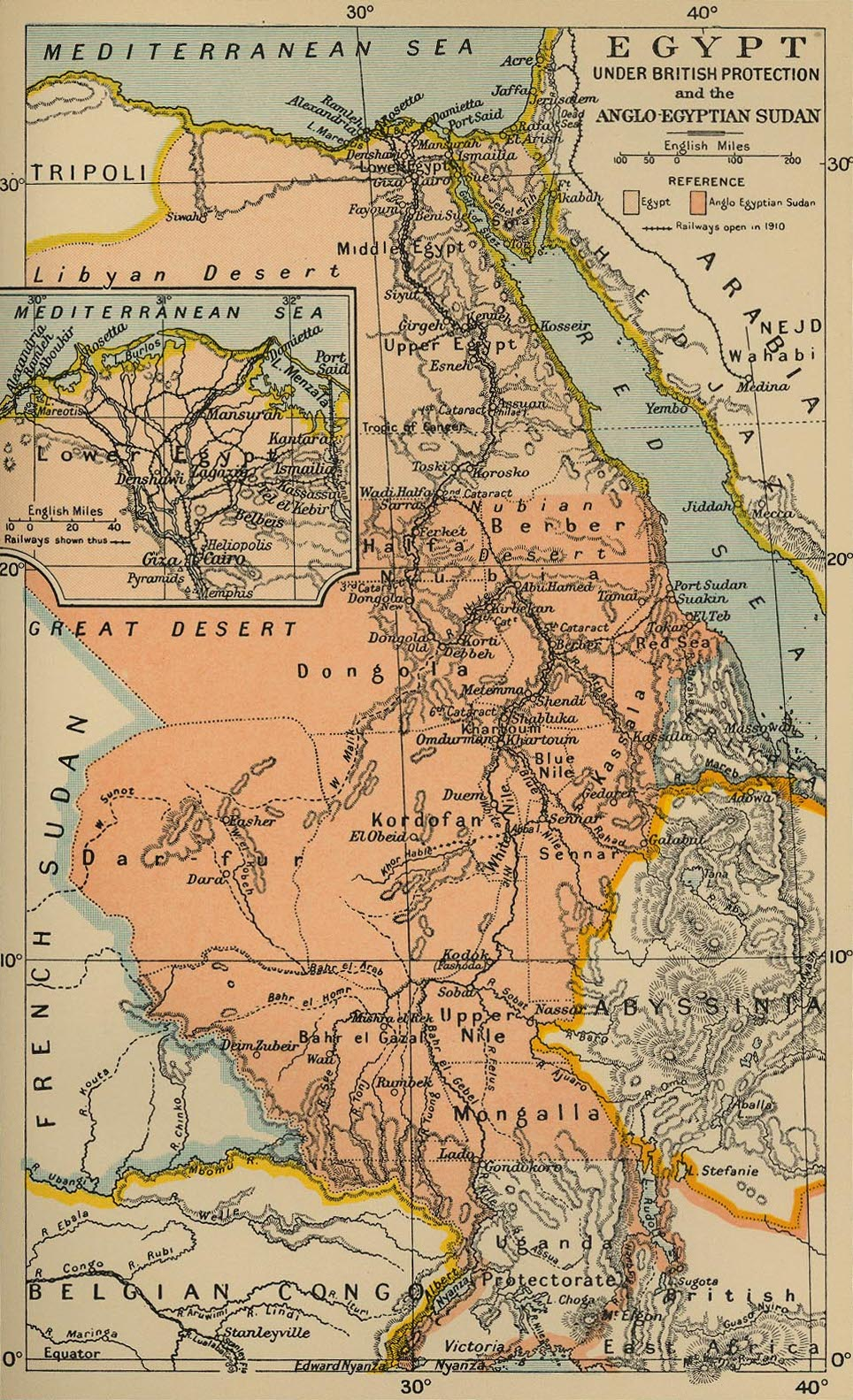
Anglo-egyptský Súdán

Roku 1899 byla vyhlášena společná anglo-egyptská správa Súdánu, přičemž Britové si v rámci rozdělení moci podrželi rozhodující vliv. Rovněž vyšší správní posty zastávali pouze britští úředníci. Súdán byl kvůli náboženským i etnickým rozdílům (na severu žila převážně muslimská a arabská populace, na jihu naopak převažovali animisté a křesťané s africkým původem) rozdělen na jih a sever. V jižních oblastech se na rozdíl od arabského severu prosadila jako úřední jazyk angličtina. Zatímco severní Súdán se podařilo rychle dostat pod kontrolu, v jižních částech odboj trval déle, což se projevilo i v nedostatku prostředků na modernizaci, protože ty byly vydávány na udržení pořádku a potlačení odporu zdejšího obyvatelstva.
Od počátku 20. století se začal v Súdánu silně rozvíjet nacionalismus, jenž zapustil kořeny zejména v prostředí nové súdánské elity, která již získala vzdělání západního typu. Po neúspěšném povstání roku 1924 vedeném těmito špičkami súdánské společnosti se britská správa pokusila v následujících letech připravit Súdánce na samostatnou vládu, takže byla vytvořena poradní rada s působností pro severosúdánskou kolonii. Súdánští nacionalisté však stále více tlačili na vládu Velké Británie, aby byl tento poradní sbor přeměněn na legislativní shromáždění, které by mělo ve své kompetenci i jihosúdánské oblasti, čímž by se tyto dva správní celky – severní a jižní Súdán – sjednotily. K tomu roku 1947 také došlo. Na Džubské konferenci, uspořádané téhož roku, byli představitelé Jižního Súdánu o tomto vývoji informováni bez možnosti jakéhokoliv zvrácení britsko–súdánské dohody. Zároveň britská vláda vybrala 13 jihosúdánských zástupců, kteří byli donuceni připojit se k nově vzniklému súdánskému legislativnímu orgánu. Vzhledem k tomu, že úředním jazykem užívaným při jeho zasedáních byla nadále pouze arabština, byla možnost politické participace pro anglicky mluvící zastupitele jižních oblastí silně omezena, což pouze zvyšovalo napětí mezi jižními a severními společenskými elitami.

### Súdánská nadvláda

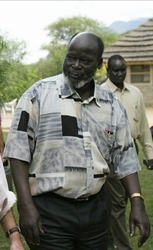
Vedoucí představitel jihosúdánského odboje John Garang

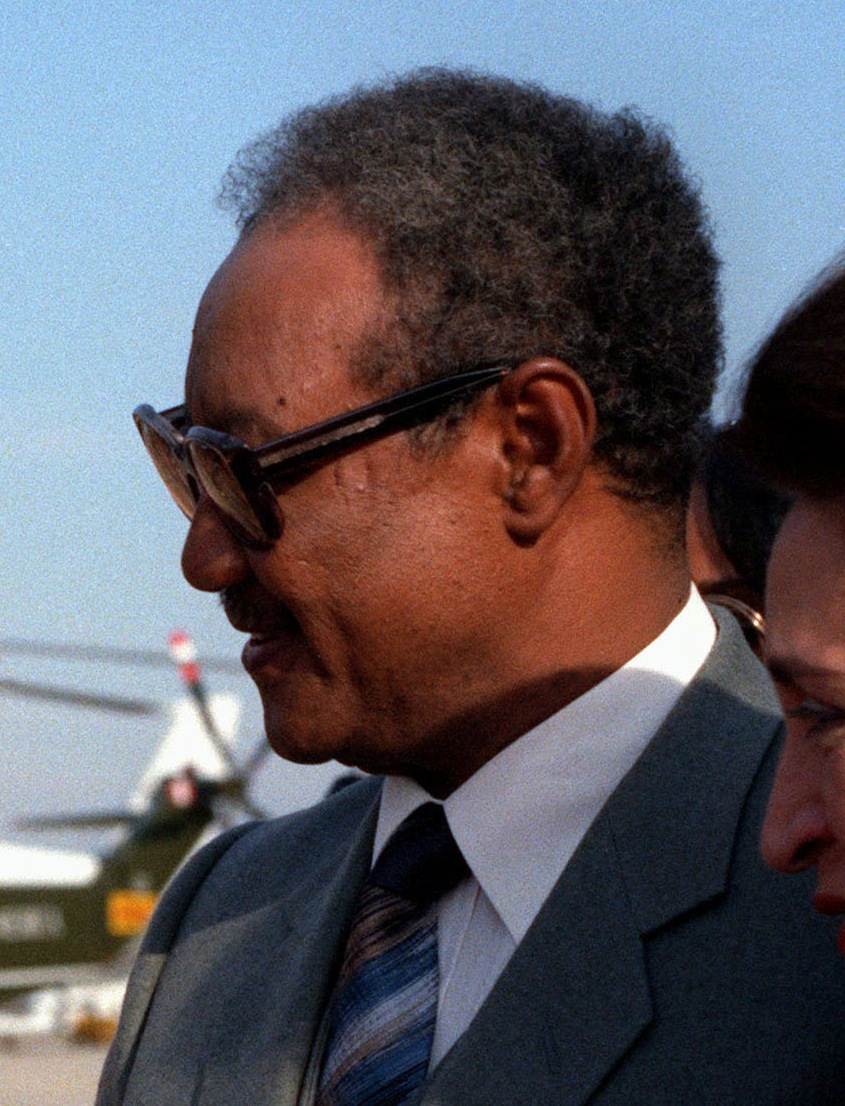
Súdánský diktátor Džafar Muhammad an-Numairí

Súdán vyhlásil oficiálně nezávislost 1. prosince 1956. Súdánský politický život však nedosáhl dostatečného vývoje, aby se poměrně nedávno ustavené demokratické zřízení mohlo úspěšně udržet – politické strany nebyly dostačujícím způsobem organizovány a většinou se zakládaly na nejistých politických spojenectvích. Rozhodujícím měřítkem byl osobní zájem a příslušnost k náboženským frakcím. Nespokojenost a deziluze umožnily úspěšné provedení puče, kterým se roku 1958 dostal k moci vrchní velitel súdánské armády Ibrahím Abbúd, ten byl ovšem roku 1964 opět svržen a došlo k nastolení demokratické vlády. Nedostatky předešlého demokratického systému se projevily i tentokrát, takže v roce 1969 byl zorganizován nový puč pod vedením Džafara Muhammada an-Numairího, politika inklinujícího k socialismu. I ten musel čelit několika pokusům o převrat a aby si naklonil v 80. letech zastánce islámského fundamentalismu, především Muslimského bratrstva, zavedl k září 1983 řadu legislativních opatření majících za cíl upravit súdánský zákoník v souladu s islámským právem šaríou. Roku 1985 byl svržen dalším ozbrojeným převratem a o rok později se konaly nové volby. Ani nový demokratický režim nevydržel příliš dlouho – puč roku 1989 vynesl k moci militantní islamisty pod vedením Umara al-Bašíra, který Súdánu vládl do dubna 2019, kdy byl svržen armádou.
Ještě před vyhlášením nezávislosti odmítla súdánská politická reprezentace splnit dříve garantovaný slib na vytvoření federálního správního systému. Odpor k tomuto kroku vedl k vytvoření prvního jihosúdánského ozbrojeného odporu, který započal 18. srpna 1955, když se vzbouřila skupina vojáků z jižních oblastí dislokovaných ve městě Toritu. Ačkoliv byla tato rebelie rychle potlačena, části vojáků se podařilo uprchnout a vytvořit povstalecké hnutí, které se se súdánskou vládou pustilo do sedmnáctileté občanské války. Dlouhý konflikt znamenal vyhnání velkého množství lidí z jejich domovů a vedl k tíživému zpomalení politického a ekonomického rozvoje v zemi. Až za vlády Numajrího, který potřeboval stabilizovat svou moc po nepodařeném komunistickém puči z roku 1971, bylo dosaženo dohody a 27. února 1972 byla v Addis Abebě podepsána smlouva zaručující jižním oblastem autonomii. Ačkoliv se s pomocí jihosúdánských skupin podařilo Numajrímu udržet se u moci, dohodu z Addis Abeby nepodporovaly v rámci súdánské politiky ani sekularistické, ani náboženské politické strany. Další olej do ohně představovalo objevení ropných zásob v jižních oblastech na konci 70. let. Proti dohodě o autonomii se postavila značná část súdánského politického spektra a Numajrí, aby si vládu nadále udržel, vyšel těmto skupinám vstříc a vedle upravení zákoníku zrušil roku 1983 autonomní uspořádání jihu, zavedl zde znovu arabštinu na úkor angličtiny a převedl pravomoci nad jihosúdánskými vojenskými silami pod přímou kontrolu centrální vlády. Tato opatření vyprovokovala novou občanskou válkou mezi severem a jižními povstalci, mezi nimiž získala významné postavení zejména Súdánská lidově osvobozenecká armáda (popřípadě Súdánské lidově osvobozenecké hnutí, SPLM) vedená plukovníkem Johnem Garangem. Po dlouhou dobu však společný postup jihosúdánských povstaleckých skupin nebyl pro soupeření a boje mezi sebou možný, k dohodě mezi různými frakcemi či k likvidaci případných konkurentů došlo až v polovině 90. let. Po celá 90. léta a na počátku 21. století pokračovala snaha některých súdánských sousedů o zprostředkování příměří vedoucího ke spravedlivému rozdělení zdrojů, politického zastoupení a uspokojivému vyřešení vztahu státu a náboženství. Konečné dohody bylo dosaženo až roku 2005, na základě níž občanská válka oficiálně skončila. Od jejího započetí roku 1983 bylo zabito více než 2 miliony lidí a dalších 4 až 5,5 milionu bylo nuceno opustit své domovy.

### Nová autonomie a nezávislost

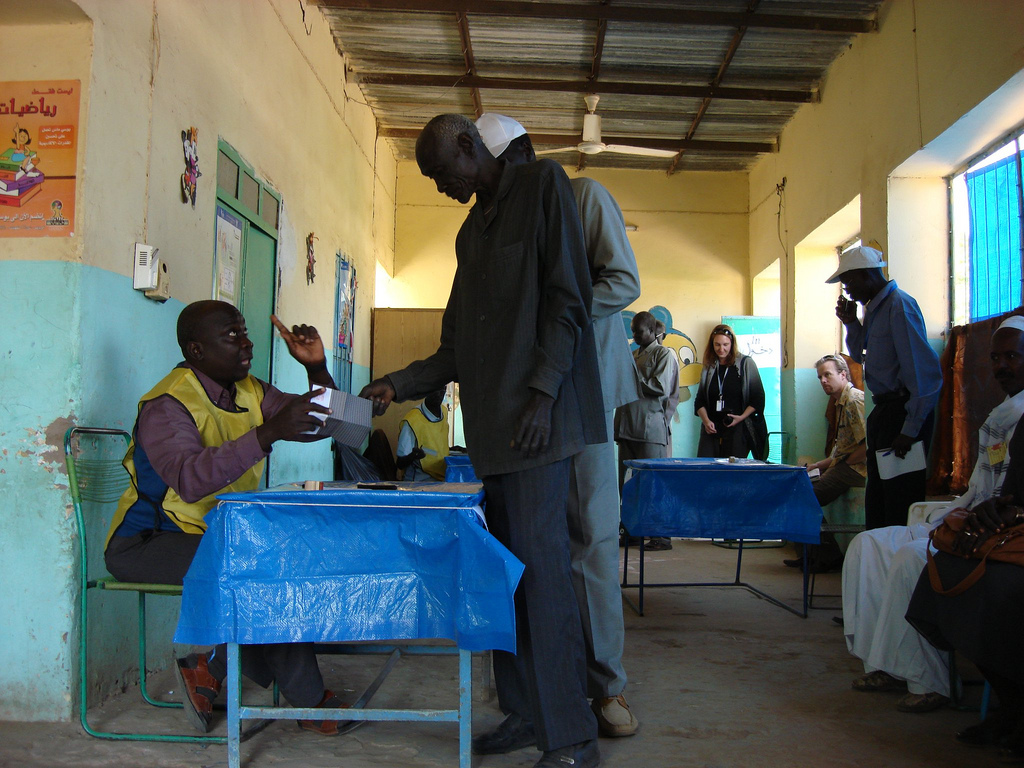
Volební pracovník vysvětluje průběh hlasovacího procesu během referenda o nezávislosti

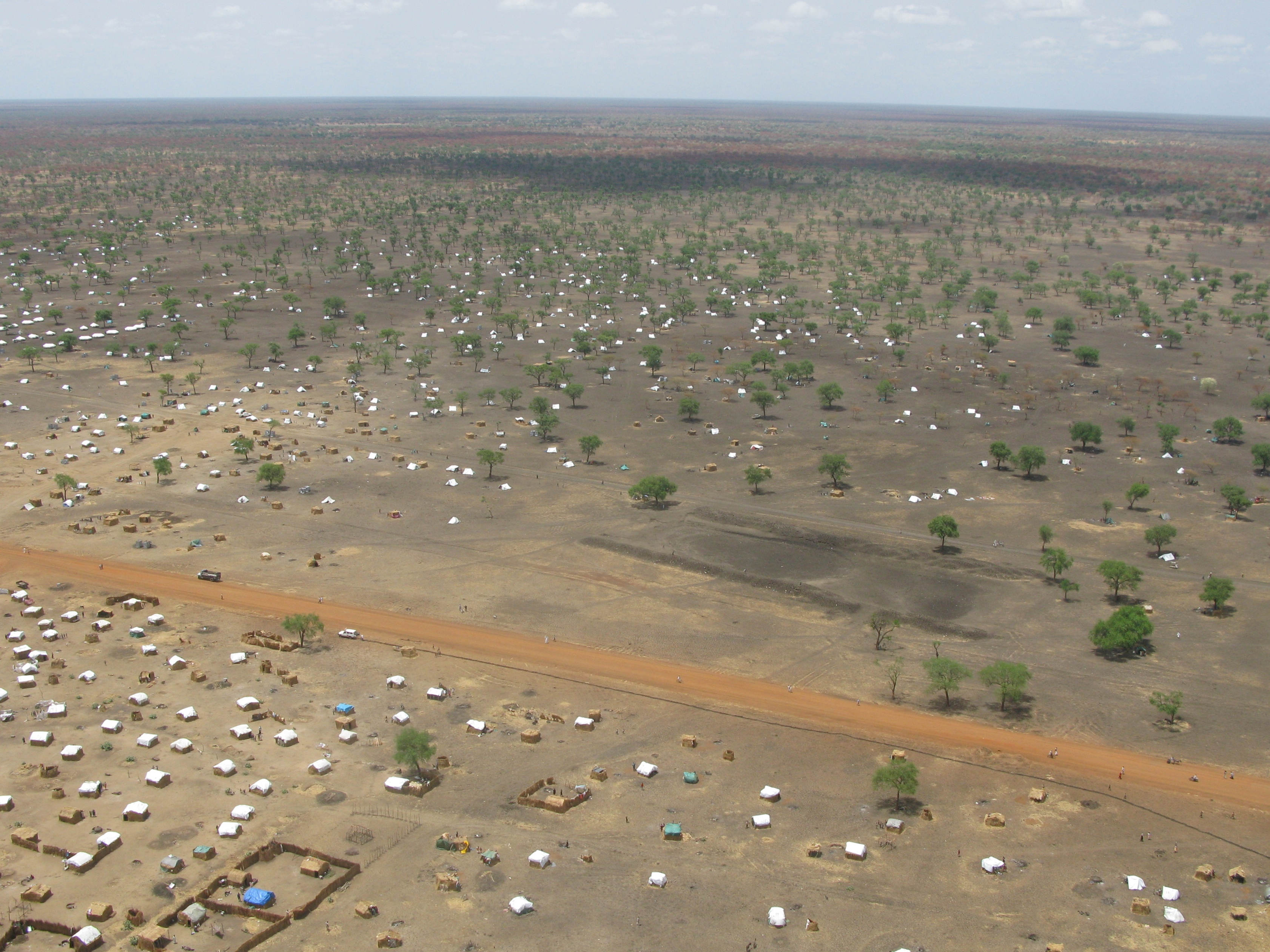
Uprchlický tábor Jamam

Na základě mírové smlouvy z roku 2005 přijala súdánská vláda novou ústavu, v rámci níž byla pro Jižní Súdán ustanovena autonomní vláda. Zároveň obě strany došly k dohodě co se týče rozdělení křesel v parlamentu i pozic v úřadech, rovněž došlo k rozdělení zisků z těžby ropy, kterou Súdán začal exportovat roku 1999. Šest let po přijetí mírové smlouvy mělo dojít v Jižním Súdánu k uspořádání referenda o nezávislosti, podobným způsobem se mělo vyřešit i právo na spornou oblast Abyei. Vedle Jižního Súdánu bylo přiznáno zvláštní správní postavení i dvěma oblastem pod kontrolou Súdánu – Jižnímu Kordofánu a Modrému Nilu. Al-Bašír si po změně ústavy roku 2005 podržel titul prezidenta a John Garang se stal prvním súdánským viceprezidentem. O tři týdny později však Garang zemřel během havárie vrtulníku. V pozici viceprezidenta jej nahradil jeho zástupce Salva Kiir Mayardit. Nová jihosúdánská vláda se musela od svého vzniku vypořádat s řadou problémů, předně s přílivem tisíců uprchlíků, kteří se po skončení bojů vraceli do země. I přes pomoc OSN a neziskových organizací způsobil jejich příchod pro zemi silnou zátěž, takže je stále závislá na potravinové pomoci ze zahraničí. Vedle dodávek jídla spočívá mezinárodní pomoc především v budování infrastruktury.
Po uspořádání sčítání lidu se roku 2010 konaly volby. Ačkoliv proběhly víceméně poklidně, v mnoha oblastech nebyly provedeny zcela korektně. Na základě výsledků vyhrálo velkou část křesel Súdánské lidově osvobozenecké hnutí v čele se Salva Kiirem Mayarditem. Jak stanovila mírová smlouva, 15. ledna 2011 se konalo referendum kvůli rozhodnutí o osamostatnění Jižního Súdánu. Samostatnost podpořilo téměř 98 % registrovaných voličů. Výsledek referenda byl přijat súdánskou vládou, načež 9. července 2011 vznikla nová Jihosúdánská republika, která byla záhy uznána řadou zahraničních vlád. V oblasti mezinárodních vztahů nadále zůstávají nevyřešené některé spory se Súdánem, například oblast Abyei, která je nyní spravována společně oběma zeměmi a pořádek v ní udržují etiopské mírové jednotky. V zemi také přetrvávají ozbrojené boje mezi vládou a dalšími původními povstaleckými skupinami, jejichž členové protestují proti přílišnému vlivu SPLM v zemi a proti prodloužení mandátu prezidenta Kiira. Dochází též k etnickému násilí a nejsou vyřešeny spory se Súdánem ohledně rozdělení příjmů z ropy. Mezi oběma státy probíhají též pohraniční boje kvůli sporům o některá území bohatá na ropu. Rovněž narůstají etnické konflikty, především mezi ve vládě převládajícími Dinky a povstaleckými Nuery.

### Občanská válka
V červenci 2013 president Kiir (původem Dinka) propustil viceprezidenta Rieka Machara (pocházejícího z nuerského etnika), původně politický konflikt následně přerostl v ozbrojené etnické srážky a prezident Kiir obvinil svého bývalého kolegu z pokusu o převrat. Zahraniční vojáci začali evakuovat občany svých zemí z jihosúdánského území.
Na konci roku 2013 vypukla v Jižním Súdánu občanská válka mezi etniky Dinků a Nuerů, která si doposud vyžádala na 300 000 obětí. Po více než dvaceti letech války za nezávislost je Jižní Súdán jednou z nejméně rozvinutých zemí světa. V roce 2014 byl označen za nejméně stabilní stát na světě. Situaci ještě zhoršují časté přírodní katastrofy, kmenové konflikty i přetrvávající ozbrojené konflikty. Na počátku roku 2017 zemi zasáhl hladomor, který potvrdila vláda Jižního Súdánu spolu s OSN.

## Státní symboly

### Vlajka
Jihosúdánská vlajka je tvořena třemi vodorovnými pruhy: černým, červeným a zeleným, mezi kterými je vždy úzký bílý lem. U žerdi je pak modrý klín se žlutou pěticípou hvězdou cípem k žerdi.

### Znak
Jihosúdánský státní znak se sice skládá ze štítu a štítonoše. Podle oficiálního výkladu nese hlavní symbolický význam štítonoš, kterým je orel jasnohlasý (african fish eagle, Haliaeetus vocifer). Orel v pravém pařátu drží křížem pod štítem kopí, v levém pařátu drží orel křížem pod štítem rýč. Pod štítem se nachází dvě stuhy, výše stříbrná s mottem „JUSTICE, PROSPERITY, LIBERTY“ (česky spravedlnost, prosperita a svoboda), níže zlatá s názvem státu „REPUBLIC OF SOUTH SUDAN“.

### Hymna
Jihosúdánská hymna je píseň South Sudan Oyee!. Autory hymny jsou studenti univerzity v Džubě, kteří v srpnu roku 2011 vyhráli vypsanou soutěž.

## Geografie

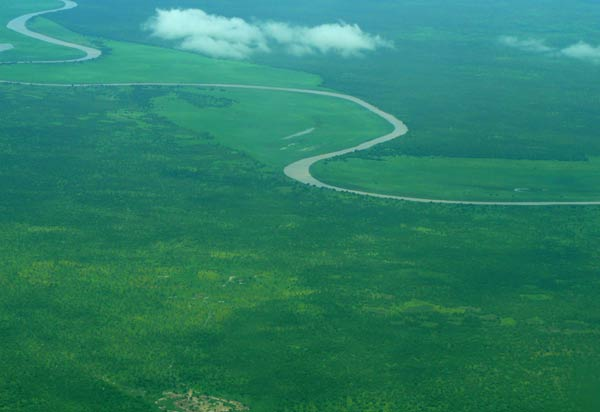
Řeka Sobat, jeden z přítoků Bílého Nilu

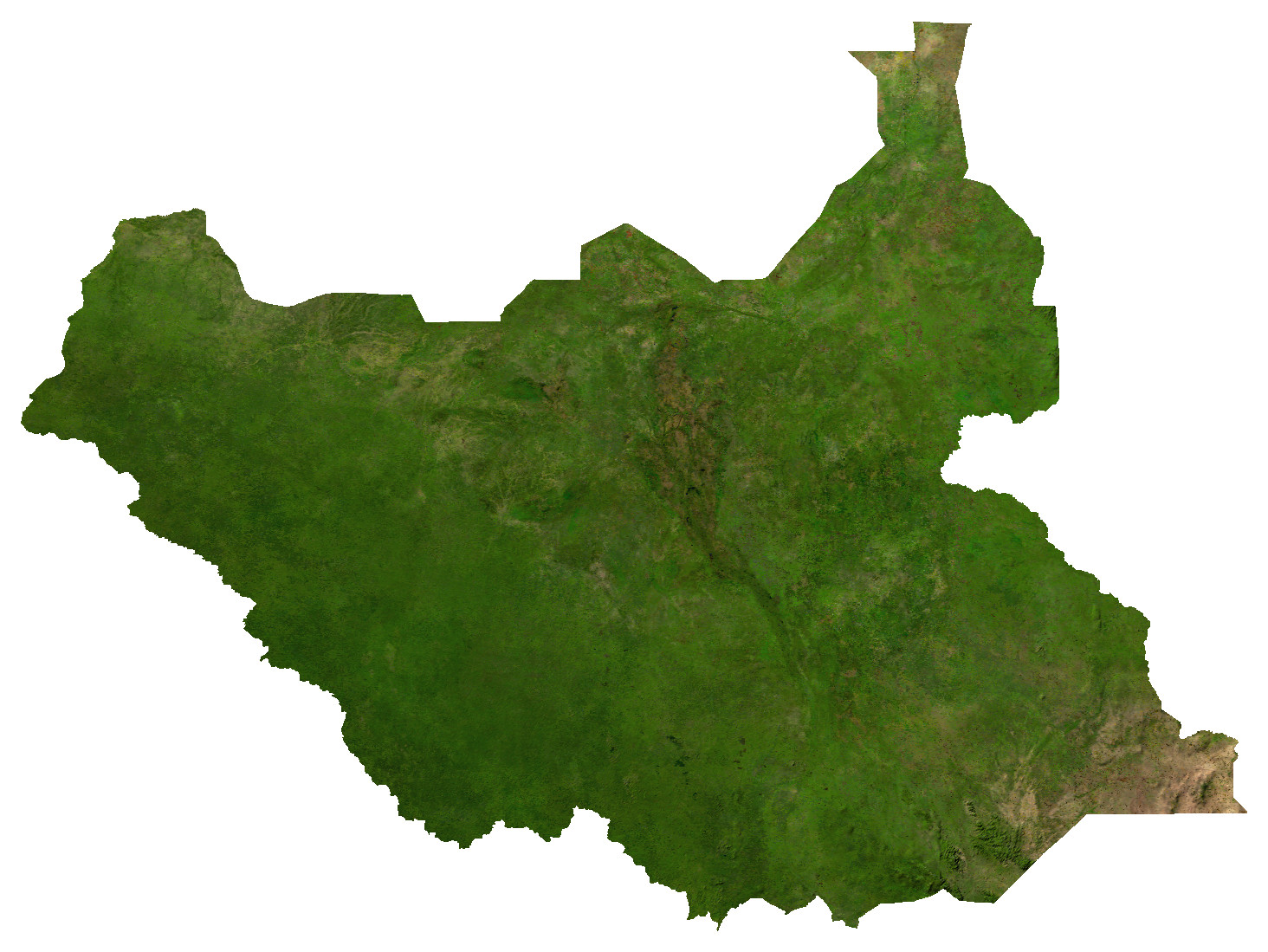
Satelitní snímek Jižního Súdánu

Jižní Súdán je vnitrozemský stát v severovýchodní Africe rozkládající se na 644 329 km2. Na severu sousedí se Súdánem, na východě s Etiopií, na jihu s Keňou, Ugandou a Demokratickou republikou Kongo. Své západní hranice sdílí se Středoafrickou republikou. Na jihosúdánském území dominují rozlehlé planiny a náhorní plošiny, protkané množstvím řek. Tyto řeky ve většině případů protékají zemí z jihu na sever, aby se poté připojily k Bílému Nilu, který protíná celé jihosúdánské území. Z dalších řek jsou významné zejména Bahr el-Ghazal, vtékající do Bílého Nilu ze západu, a Sobat, pramenící v Etiopii a připojující se k Bílému Nilu z východu. Centrálním oblastem dominuje rozsáhlá bažinatá oblast zvaná Sudd.
Horských masivů je v Jižním Súdánu několik – mezi rozvodím řek Kongo a Nil a jihosúdánskými pláněmi leží pohoří Džabal Hadíd, na hranici s Ugandou se nacházejí horské hřebeny zvané Imatong, Didinga a Dongotona, jejichž vrcholy přesahují výšku 3 000 metrů nad mořem. Nejvyšší horou je Kinyeti, nacházející se v Imatongských horách a čítající 3 187 m n. m.

### Podnebí
Převládá zde tropické klima se střídajícími se obdobími dešťů a sucha. Velké množství srážek spadne většinou od dubna do prosince, ve zbylých měsících nadchází sucho. Intenzita a pravidelnost těchto srážek také závisí na nadmořské výšce. Průměrná teplota dosahuje 20–25 °C, na severu však může vystoupat až na 35–40 °C, v odlehlejších oblastech mimo sever a střed jsou teploty naopak nižší a pohybují se kolem 15–25 °C. Srážky na většině jihosúdánského území činí zhruba 750–1000 mm ročně, na západě mohou srážky vystoupat až na 1500 mm, naopak na východě nepřesáhnou 750 mm, na nejzazším jihovýchodě nenaprší více než 500 mm.

## Politika

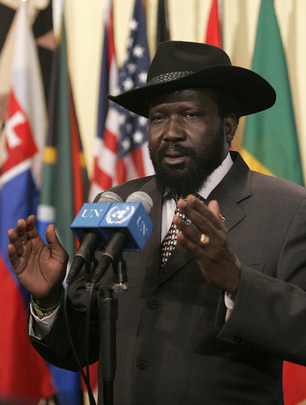
Jihosúdánský prezident Salva Kiir Mayardit

Dle prozatímní ústavy, jež vstoupila v platnost 9. července 2011, má Jižní Súdán republikánské státní zřízení. Představitelem výkonné moci a hlavou státu i vlády je prezident volený na čtyři roky, který zároveň jmenuje viceprezidenta. Od získání nezávislosti roku 2011 je prezidentem Salva Kiir Mayardit. Zákonodárnou moc zastupuje dvoukomorový parlament, tvořený Národním zákonodárným shromážděním a Radou států. Po vyhlášení nezávislosti utvořili zákonodárné shromáždění členové předchozího legislativního orgánu, Zákonodárného shromáždění Jižního Súdánu, a jihosúdánští zastupitelé v Súdánském národním shromáždění. Většina jeho příslušníků byla volena přímou volbou, zbytek byl voliči vybírali ze zvláštního seznamu, aby bylo zaručeno zastoupení žen a dalších skupin. V Národním zákonodárném shromáždění zasedá 332 zástupců, zatímco Rada států má 50 členů. Délka jejich mandátu činí 4 roky. Dominantní postavení na politické scéně má Súdánské lidově osvobozenecké hnutí, které v parlamentu drží 251 míst, a jeho odnož Súdánské lidově osvobozenecké hnutí – demokratická změna. Mezi další strany patří například Strana národního kongresu, Strana afrického kongresu, Jihosúdánské demokratické fórum a další. Hlavní soudní autoritou je Nejvyšší soud, v zemi existují i odvolací soudy, vyšší soudy a městské soudy. Dle konstituce má být soudní moc nezávislá na moci zákonodárné a výkonné.
Human Rights Watch uvádí, že jihosúdánská vláda není schopná účinně chránit své občany před násilím – ozbrojené složky státu se v roce 2011 dokonce podílely na porušování lidských práv civilního obyvatelstva. V zemi je malý počet policistů, prokurátorů i soudců, což spolu s absencí jakéhokoliv tréninku pořádkových služeb vede k jejich nedostatečnému fungování a neschopnosti zajistit účinnost justičního systému. Mnoho lidí se stává obětí bojů o zdroje (především půdu a dobytek) mezi různými komunitami, jen v období od ledna do srpna 2011 bylo v těchto střetech zabito přes 2 600 lidí. Rovněž dominance SPLM v politickém životě země je opozičními stranami silně kritizována. Stále probíhají boje mezi povstaleckými milicemi a armádou, které propukly po volbách v dubnu 2010, jejichž výsledky některé politické skupiny Jižního Súdánu odmítly. Prezident Kiir nabídl amnestii těm rebelům, kteří složí zbraně, načež se několik ozbrojených skupin dohodlo s vládou na uzavření příměří. Přesto nadále v zemi operují rozličné druhy povstaleckých skupin. Boje mezi nimi a jihosúdánskou armádou, vzešlou z původní Súdánské lidově osvobozenecké armády, si taktéž vyžádaly smrt několika tisíců lidí. Na zvládnutí situace vyslala OSN do Jižního Súdánu na 7 000 vojenských příslušníků mírových sborů.

### Ozbrojené složky

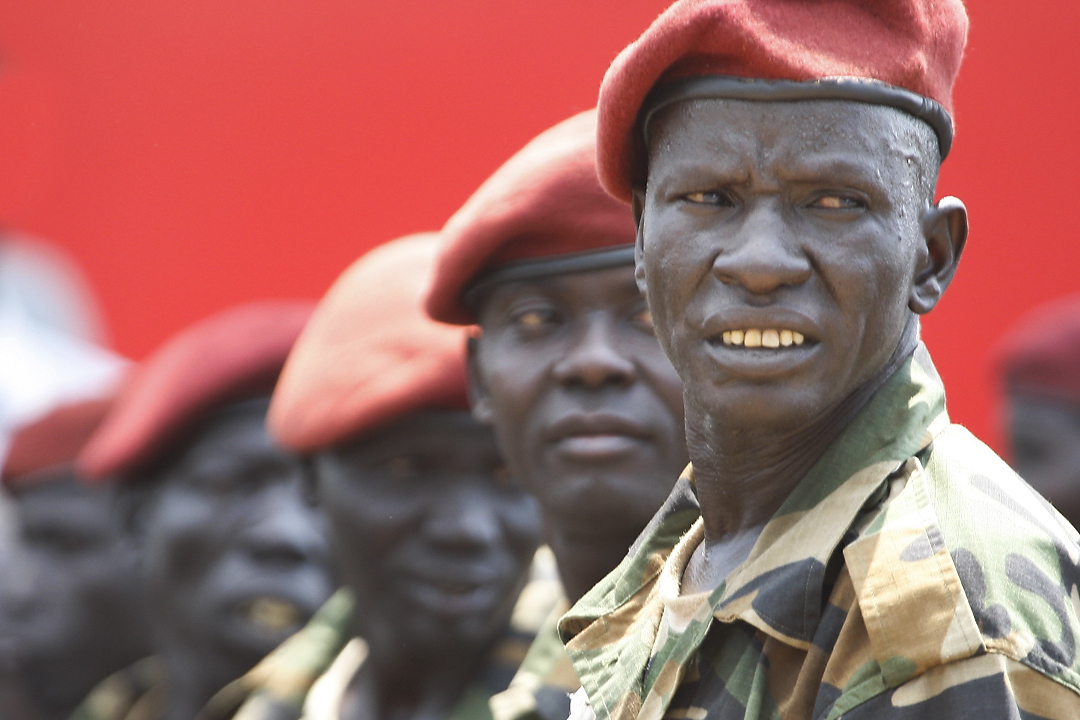
Vojáci jihosúdánské prezidentské gardy

Jihosúdánské ozbrojené síly čítaly k roku 2011 kolem 180 000 vojáků. Většina z nich byli příslušníci bývalých povstaleckých skupin a milicí. Opakovaná zpoždění v platbě žoldu vedou k častým nepokojům ze strany vojáků. Od dubna 2011 funguje v zemi vojenská služba, aby se zabránilo ozbrojeným skupinám rekrutovat do svých řad mladé muže v bojeschopném věku. K roku 2008 bylo již také do Jižního Súdánu dovezeno 67 tanků T-72, půl roku před nezávislostí ohlásil prezident Kiir rovněž vznik jihosúdánského letectva. Již v té době měly mít jihosúdánské ozbrojené síly k dispozici 10 vrtulníků Mi-17 a několik neozbrojených transportních letounů. Na ozbrojené složky je vydávána značná část státního rozpočtu – na počátku roku 2011 dosahoval tento podíl zhruba 40 %.
Jihosúdánská armáda a další ozbrojené složky státu nedokázaly dle Human Rights Watch a South Sudan News Agency od vyhlášení nezávislosti efektivně chránit životy civilistů. Na jihosúdánském území přetrvávají etnické boje, v zemi také operují protivládní ozbrojené skupiny. Pokračují vojenské provokace ze strany Súdánu, proti nimž se vzhledem k vnitropolitické situaci není jihosúdánská armáda schopná účinně bránit. V zemi je nedostatek policistů, většině z nich chybí základní trénink. V ozbrojených složkách nadále sloužilo ke konci roku 2011 asi 900 dětí, přestože vláda v srpnu 2011 oznámila, že kdokoliv mladší 18 let bude z armády propuštěn.

### Administrativní systém

Administrativní dělení Jižního Súdánu

Na území Jižního Súdánu se nachází celkem 10 států: Střední rovníkový stát, Východní rovníkový stát, Západní rovníkový stát, Jezera, Západní Bahr al-Ghazál, Severní Bahr al-Ghazál, Warrap, Jonglei, Jednota a Horní Nil. Každý ze států spravuje guvernér volený v přímém hlasování. Hlavním městem je Džuba nacházející se ve Středním rovníkovém státě, v níž žije asi 250 000 obyvatel. Do budoucna se plánuje vybudování nového hlavního města Ramcielu, ležícího v geografickém středu země. Mezi další významnější města patří Aweil, Malakál, Yambio, Torit, Wau, Bentiu a Bor.

### Zahraniční vztahy

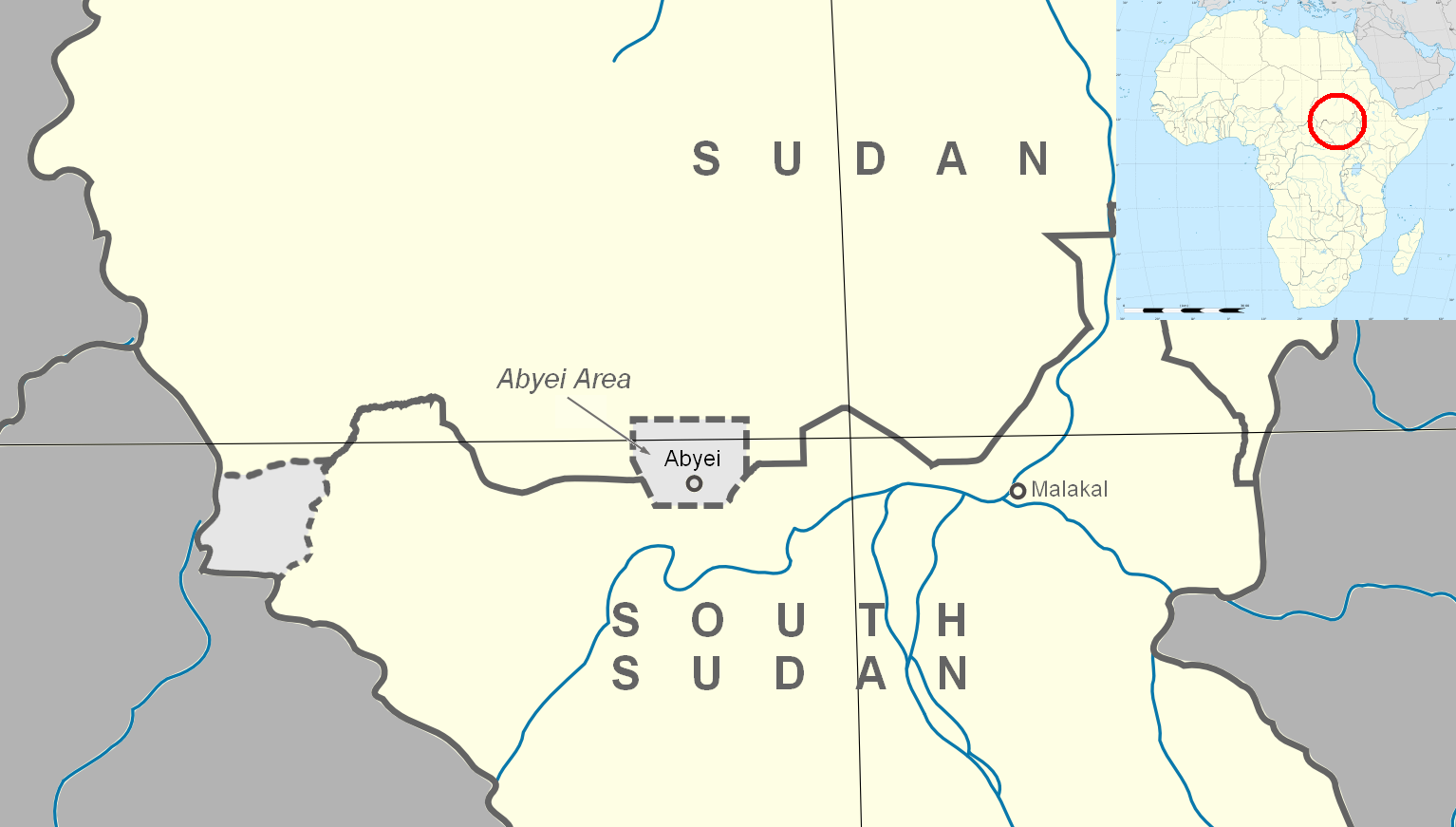
Sporná území Abyei a Kafia Kingi.

Ihned od svého vzniku se jihosúdánská republika začala zapojovat do mezinárodních organizací. Dne 14. července 2011 se stalo členem OSN, o několik dní později i Africké unie. Problematickými pro Jižní Súdán zůstávají nevyřešené konflikty a spory se Súdánskou republikou. Stále není rozhodnuta budoucnost regionu Abyei, kde momentálně zajišťují pořádek jednotky etiopské armády. Protože veškerá infrastruktura potřebná k dopravě ropy k přístavům se nachází na súdánském území, Súdán této situace využívá a snaží se na její těžbě obohatit zvyšováním poplatků za využívání ropovodu. Jižní Súdán do budoucna plánuje vybudování ropného potrubí přes keňské území, které by bylo plně ve vlastnictví jihosúdánské vlády. Alternativou je také vést ropné potrubí skrz Etiopii a Džibutsko. Další spor způsobila sama súdánská vláda, když necelé dva týdny po vyhlášení jihosúdánské nezávislosti provedla měnovou reformu. Jižní Súdán přitom do té doby nakoupil velké množství súdánských bankovek, jež hodlal použít, než bude zavedena nová měna zvaná jihosúdánská libra. Miliony súdánských liber nakoupených jihosúdánskou vládou tak ztratily veškerou hodnotu, což vedlo k ochlazení vztahů mezi oběma zeměmi a vyvolalo obavy ekonomické nestability v regionu. Na pomezí se Středoafrickou republikou probíhají mezi zdejšími kmeny časté krvavé srážky kvůli přístupu k vodě a pastvinám. Rovněž není dořešen spor o Ilemský trojúhelník na jihovýchodě země, spravovaný od koloniálních dob keňskou vládou. Země též přijímá finanční pomoc od Spojených států amerických, které také představují největšího dárce či Číny. Tyto dva státy v současné době spolu soupeří o dominantní politický a ekonomický vliv v oblasti.

## Ekonomika

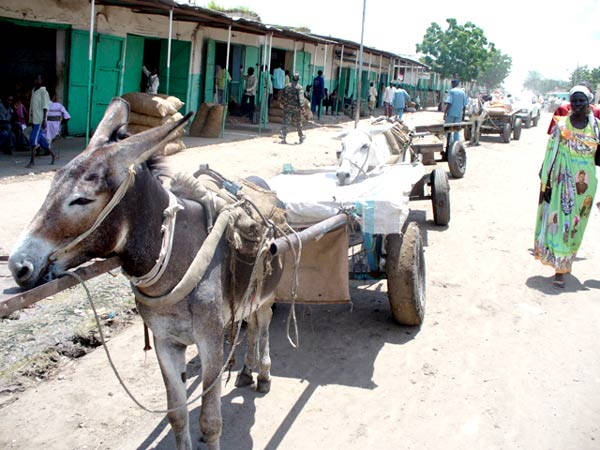
Trh v centru Malakálu

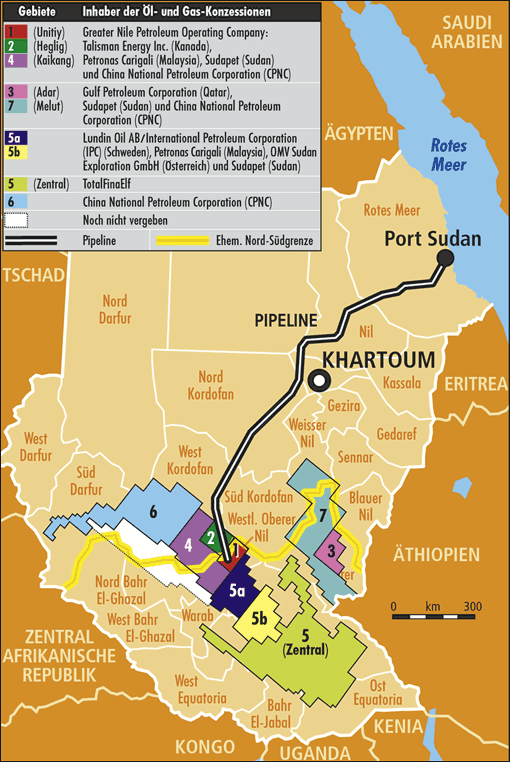
Rozložení koncesí na ropu a zemní plyn v Súdánu a Jižním Súdánu spolu s plánem ropovodu.

Vzhledem k vleklé občanské válce byl vývoj jihosúdánské ekonomiky silně zpomalen a zanedbán. Z těchto důvodů jsou zejména průmysl a infrastruktura do značné míry nevyvinuté. K roku 2012 očekává vláda růst HDP přibližně v hodnotě 7,2 %. Kolem 78 % populace se zabývá samozásobitelským zemědělstvím a chováním domácích zvířat, které jsou závislé na dešťových srážkách. Potenciál Jižního Súdánu skýtá především jeho rozsáhlé nerostné bohatství. Vedle velkých zásob ropy, z jejíž těžby je hrazeno 98 % státního rozpočtu a která je dodávána dvěma ropovody na sever do Súdánu ke zpracování v tamějších rafinériích, se zde nacházejí i ložiska uranu, mramoru, slídy, zlata, diamantů, železné rudy, mědi, chromu, zinku, wolframu a stříbra. Nejvýznamnějším obchodním partnerem zůstává Súdán, na němž je jeho bývalá součást závislá v dodávkách zboží, služeb i kapitálu. Vzhledem ke stávající nestabilní potravinové produkci a nerozvinuté průmyslové výrobě v zemi musí Jižní Súdán dovážet většinu potravin, strojů, vozidel a dalších výrobků. Vedle ropy se na exportu v menším měřítku podílí vývoz dobytka a arabské gumy. Funkci národní banky státu zastává Centrální banka Jižního Súdánu. Měnou je jihosúdánská libra, přičemž k dubnu 2011 dosahovala inflace 8,6 %.

### Zemědělství

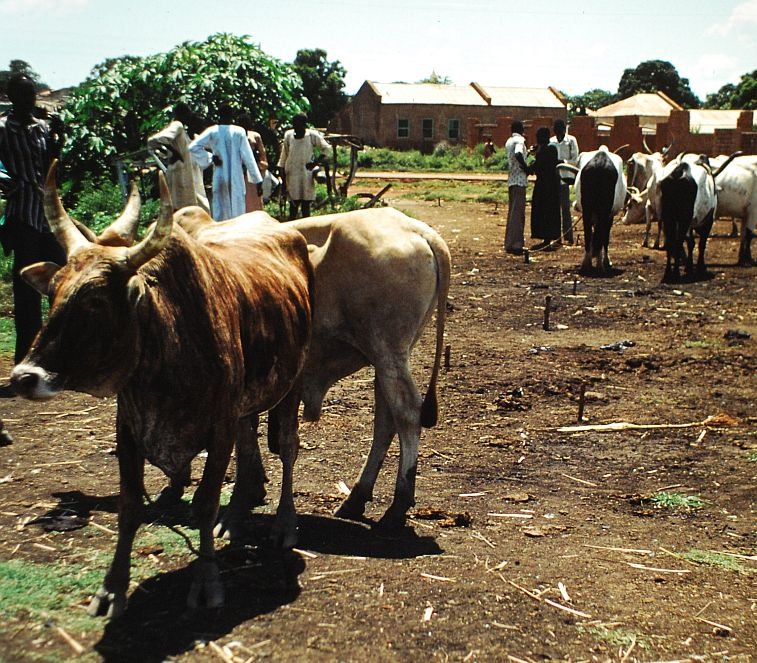
Trh s dobytkem ve Wau

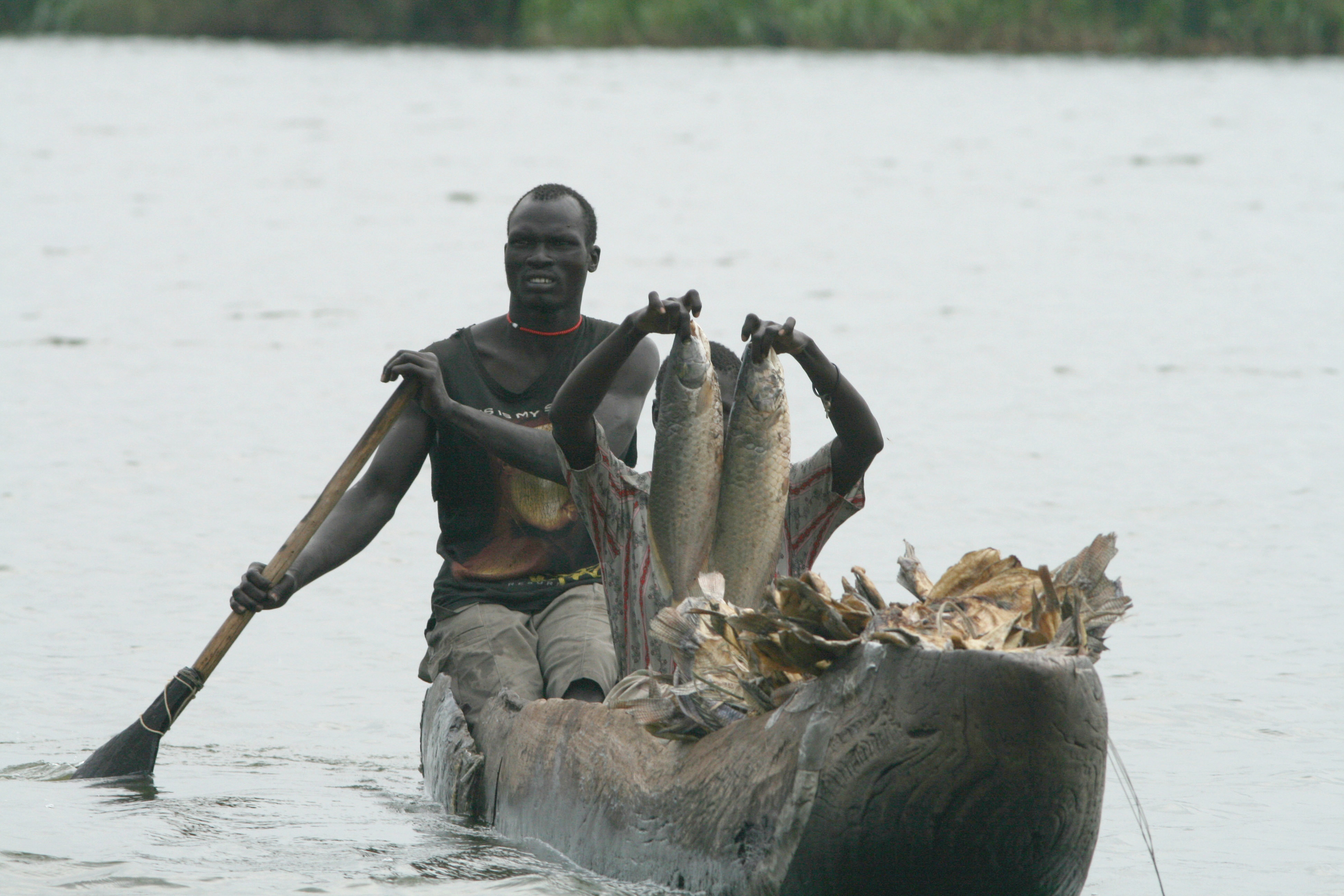
Rybaření v bažinné oblasti Sudd.

Velmi úrodná půda a velké množství vodních zdrojů činí z Jižního Súdánu jednu z nejúrodnějších oblastí v Africe. Zemědělství většinou není mechanizované, ačkoliv stroje se v některých oblastech, především na severu země, začínají postupně zavádět. Nejvýznamnější plodinou Jižního Súdánu je čirok. Dále se pěstuje kukuřice, rýže, proso, pšenice, cukrová třtina, mango, arabská guma, papája, banány, sladké brambory, bavlna, sezam, maniok a fazole. Hlavní tržní plodinou jsou pak oříšky. V zemi rostou také mahagonové stromy a druh akácie zvaný sant. Chovají se ovce a dobytek, jehož je v Jižním Súdánu kolem 5–10 milionů kusů. Rozšířené je i rybářství, většina úlovku je však zkonzumována na místě, na rozvoj rybářského průmyslu a na případný export rybích výrobků není v zemi dostatečná infrastruktura.

### Průmysl
Průmyslový sektor je velice omezený – vedle občanské války komplikovaly jeho rozvoj i nedostatek kvalifikované pracovní síly a surovin. V současnosti funguje v Jižním Súdánu výroba piva, nealkoholických nápojů, cukru a potravinových výrobků. Nedostatky zejména v infrastruktuře umožňují význačný rozvoj stavebního průmyslu. Zařízení na zpracování ropy dosud chybí, tuto roli obstarávají podniky na súdánském území.

### Služby a cestovní ruch
Teprve pozvolna vznikající a rostoucí odvětví služeb se skládá především ze zaměstnanců vlády a menších podniků, například restaurací a obchodů, které se v zemi začaly otevírat po podepsání mírové dohody roku 2005. Početná stáda divokých zvířat, rozsáhlé rezervace a nádherné scenerie umožňují do budoucna rozvoj turistiky. Vláda se v tomto ohledu snaží podporovat rozvoj pohostinství a hotelnictví, který je pro úspěšnou expanzi tohoto odvětví velmi žádoucí. Vedle centrální banky v zemi působí několik zahraničních bank, přesto má však pouze 1 % jihosúdánských domácností otevřen bankovní účet.

### Infrastruktura

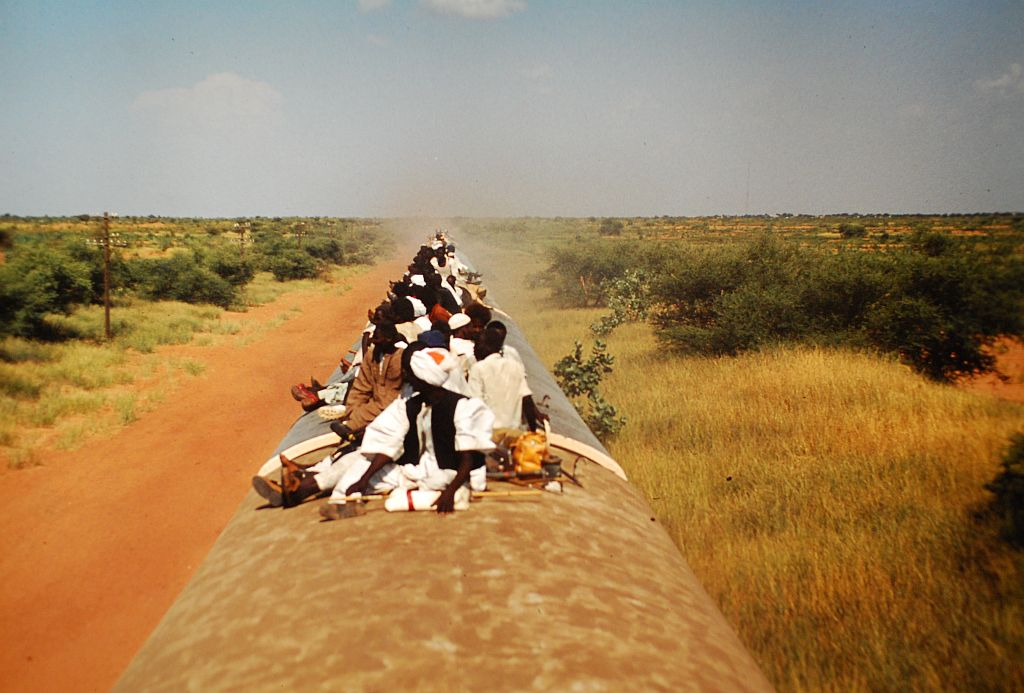
Železniční doprava v zemi

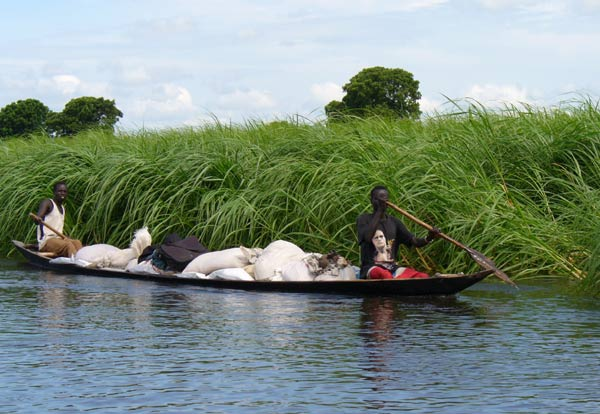
Lodní transport po Nilu

V zemi je na 4 000 až 5 000 km hlavních silnic, z toho zpevněných je pouze kolem 50 až 60 km. V podobném stavu se nachází také železnice, jejíž délka v zemi dosahuje dle odhadů z roku 2010 asi 236 km a sestává ze spojení města Wau se súdánskou hranicí. Jak železnice tak silnice byly ke stejnému období neudržované a v katastrofálním stavu, až téhož roku byla obnovena železniční doprava. Často užívaná je lodní doprava, zejména po Bílém Nilu a řece Bahr el-Ghazal. Významnými přístavy jsou Džuba, Bor a Malakál. Zároveň se v zemi nachází celkem 24 letišť, z nichž jsou dvě zpevněná.
V roce 2009 vlastnilo zhruba 15 % domácností telefon, z toho 59 % ve městech a 8 % na vesnici. Pevné linky nejsou zavedené, v okolí významnějších měst nicméně fungují mobilní operátoři. Televizní vysílání je kontrolováno vládou, ale v zemi funguje několik soukromých radiostanic. Je k dispozici i omezená škála zahraničních radiových vysílání. V mnoha městech je zaveden i internet.
Bílý Nil má sice dostatečný průtok vody na výrobu elektrického proudu, nicméně vodní elektrárny v zemi zatím neexistují. Namísto nich se užívají nákladné dieselové generátory.

## Demografie

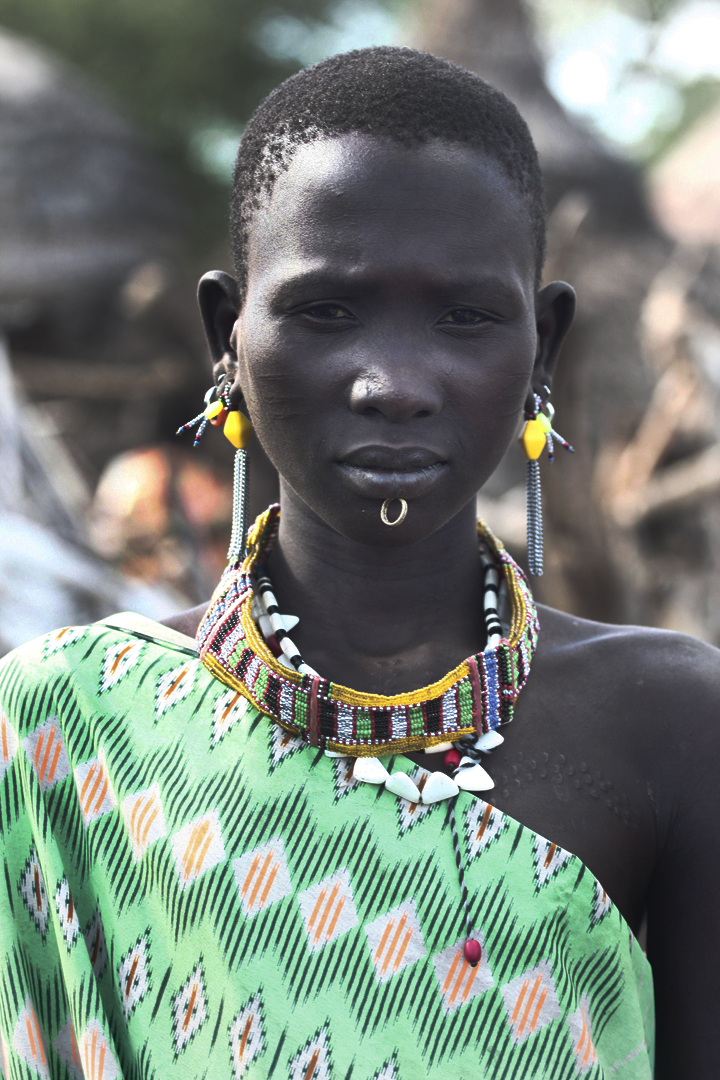
Jihosúdánská žena

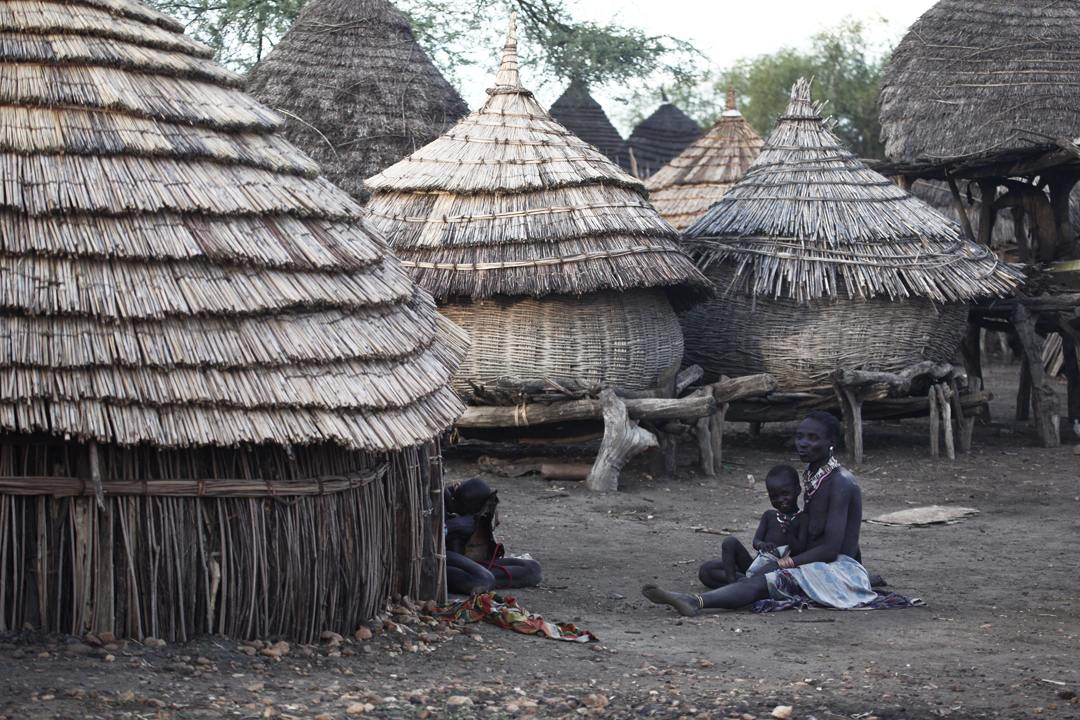
Vesnice v Jižním Súdánu

Dle odhadů na červenec 2012 žije v Jižním Súdánu 10 625 176 obyvatel. Existují zde rozličné etnické skupiny, především Dinkové (zhruba 40 % populace) a Nuerové (20 %), dále pak Kakwové, Bariové, Azandové, Šilukové, Anuakové a další. Celkem se v Jižním Súdánu nachází zhruba 200 etnik. Úředními jazyky jsou angličtina a arabština, ačkoliv angličtina je mnohem více preferována. Dle ústavy z roku 2011 je anglický jazyk užíván nejen na vládních úřadech, ale také na všech stupních školství. Arabština se tak používá spíše v rámci zdejší malé arabské komunity. Domorodé jazyky patří nejčastěji původem buď k nilskosaharaské (těmi mluví například Dinkové, Nuerové, Šilukové, Bariové a Anywové) nebo nigerskokonžské jazykové rodině (Azandové a další). Jižní Súdán má velmi mladou populaci – 44,4 % lidí je mladších patnácti let, 53 % je věku od 15 do 65 let a pouze 2,6 % je starších 65 let. K roku 2011 žilo kolem 82 % obyvatelstva na venkově. Vedle malé míry urbanizace má Jižní Súdán rovněž nízkou hustotu osídlení, s pouhými 13 obyvateli na km2. Roku 2009 mělo pouze 55 % populace přístup k nezávadné pitné vodě, ve stejném období nemělo 80 % obyvatel k dispozici žádná hygienická zařízení. Na 51 % jihosúdánců žilo v roce 2010 pod hranicí chudoby.
Jižní Súdán má jedno z nejhorších zdravotnictví na světě. V roce 2004 byli v zemi jen tři lékaři se třemi vlastními nemocnicemi; v některých oblastech byl jen jeden lékař na každých 500 000 lidí. Celkem působilo k roku 2005 v Jižním Súdánu jen asi 80 lékařů a 600 zdravotních sester. Vyskytuje se zde i řada nemocí, například různé druhy průjmů, žloutenka typu A a E, tyfus, malárie, horečka dengue, spavá nemoc, schistosomóza, meningitida a vzteklina. Kolem 3,1 % populace bylo dle odhadů z roku 2009 nakaženo virem HIV. Úmrtnost novorozenců činila v roce 2006 zhruba 102 dětí na 1 000 porodů, ve stejném období zemřelo při porodu 2 054 matek na 100 000 úspěšných porodů. Miliony obyvatel neměly v roce 2011 žádný přístup k zdravotní péči, vzdělání, potravinám i vodě. Podle vládních odhadů bylo 47 % populace podvyživeno. Ženy jsou nuceny uzavírat sňatky v nízkém věku či bez jejich svolení, dívky se často užívají k placení dluhů, přetrvávají rozličné formy domácího násilí. Velké množství lidí trpí přetrvávajícími etnickými srážkami, které zahrnují krádeže dobytka a únosy žen a dětí. Přes opakovaná ujištění vlády, že budou podniknuty kroky k nalezení viníků, nebyl ale podniknut žádný pokrok ve vyšetřování a nikdo zatím nebyl zadržen. Rovněž osud zhruba 500 000 Jihosúdánců dosud žijících na území Súdánu zůstává nejistý, neboť Jižní Súdán není prozatím schopen účinně zorganizovat jejich odvoz, ačkoliv podle plánů by měla být většina těchto lidí převezena na jihosúdánské území do dubna 2012.

### Náboženství

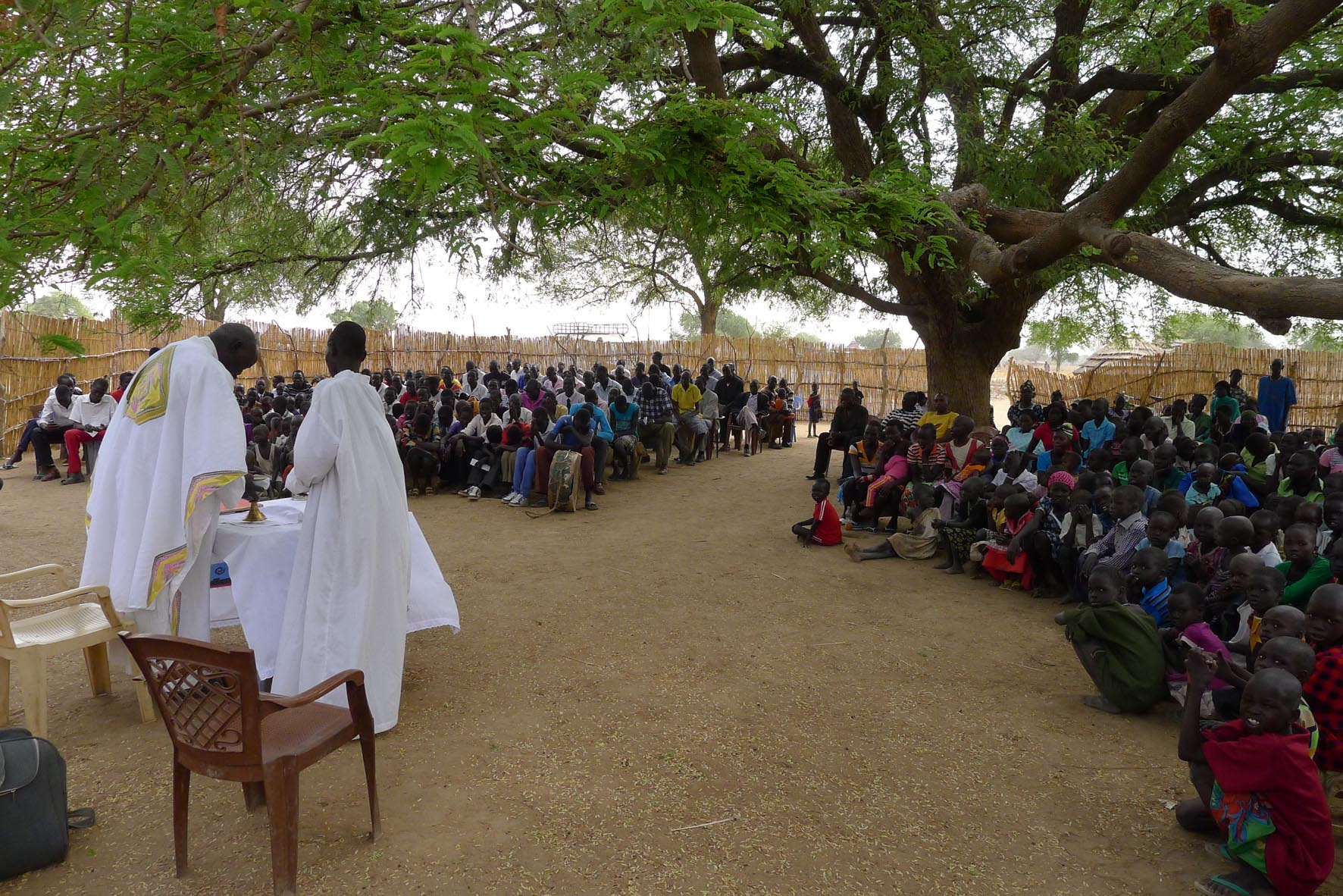
Katolická nedělní mše

V Jižním Súdánu převažuje co do náboženství zejména křesťanství následované animismem a islámem. Křesťanskou víru vyznává více než 60 % obyvatel. Nejrozšířenějšími církvemi jsou Episkopální církev Súdánu, Římskokatolická církev a anglikáni. Křesťanství v oblasti rozšířili především britští misionáři, a to zejména v období britské nadvlády nad Súdánem. Přesto jsou křesťanské rituály v Jižním Súdánu odlišné od těch na Západě. Dále zhruba 20 % populace jsou animisté a 10 % muslimové. V případě animistů má každé etnikum vlastní náboženství. Společnými rysy je většinou existence nějaké vyšší bytosti či božstva, většinou se jedná o formu boha–stvořitele. Podle těchto náboženství je svět rozdělen na pozemskou a nebeskou část, jinak řečeno viditelnou a neviditelnou. Nebeský svět je obýván duchovními bytostmi, které lze využívat ke komunikaci s nejvyšším božstvem. V případě skupin, které jsou nilotského původu, tuto funkci plní duše jejich předků.

### Gramotnost
Jižní Súdán je zemí s druhou nejnižší gramotností na světě (po Burkina Faso). Podle CIA World Factbook a údajů z roku 2003 je v zemi gramotných 40 % mužů a pouze 16 % žen, tedy 27 % v průměru. V (severním) Súdánu jsou tyto statistiky skokově mnohem vyšší – 71 %.

## Kultura

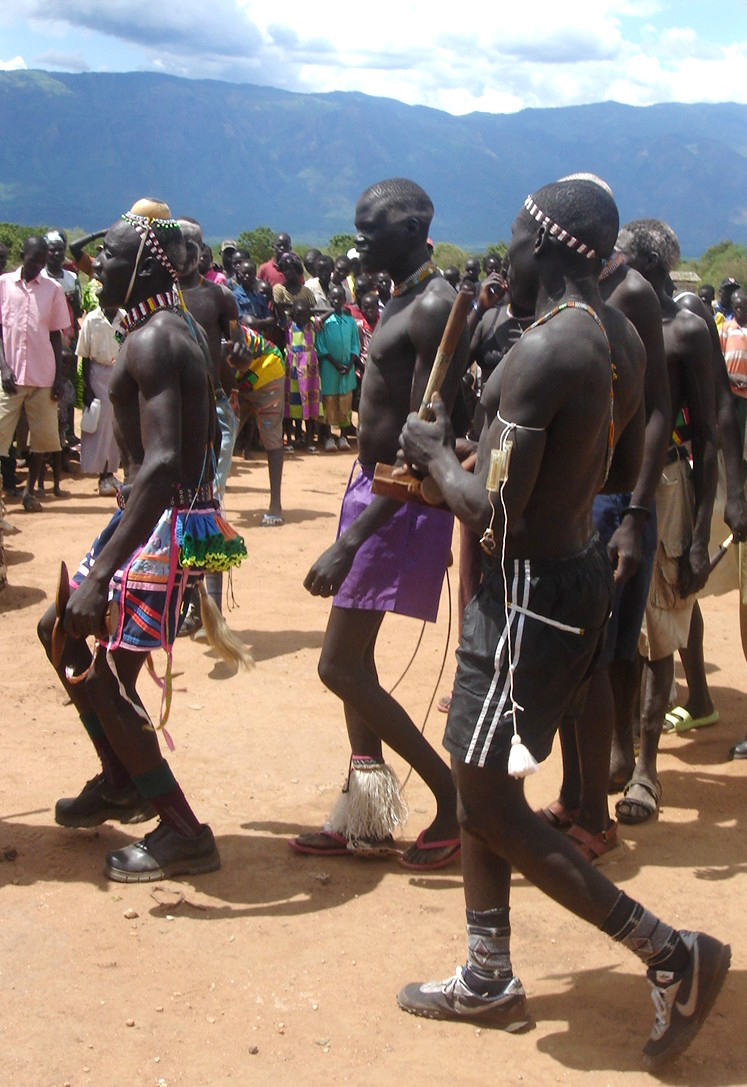
Tanec na oslavu podepsání míru mezi súdánskou vládou a jižními povstalci v roce 2005

Staré kulturní návyky a sociální zvyklosti obyvatel byly ve velké míře narušeny modernizací, rozvojem infrastruktury, rozsáhlejšími možnostmi sociální a hospodářské mobility i dlouhým vojenským konfliktem. Přesto stále množství zvyků a tradic přežívá dodnes. Významné okamžiky života jedince jako je narození, puberta, manželství a další bývají oslavovaný různými rituály a ceremoniemi. Často při těchto obřadech získává Jihosúdánec tetování či jsou mu vyřezány jizvy. Ve zdejším negramotném prostředí je rovněž velmi důležitá ústní tradice, pomocí níž se předává historie, mýty a zvyklosti. U některých etnik se praktikuje polygamie jakožto zákonná možnost získávání rozsáhlejších kontaktů a případné podpory. Většinou se u jedince bere v potaz patrilinearita, tedy dědictví v otcovské linii, ačkoliv se praktiky jednotlivých etnických skupin od sebe liší. Historicky existovaly u převážné části populace společenské třídy. Obvyklé jsou šaty západního stylu, na vesnicích se někdy užívá i tradiční oblečení.
Kuchyně Jižního Súdánu je založená na pokrmech z čiroku nebo prosa, doplněná čerstvým ovocem, zeleninou nebo luštěninami. V závislosti na prostředí je strava doplňována rybami, případně masem a mlékem. K masu a zelenině se podává oříšková pasta. Z jihosúdánských pokrmů je obvyklá kisra, chlebová placka, dále kaše z čiroku zvaná asida podávaná s masem a zeleninou, případně ful, bob rozmačkaný do kaše doplněný kořením a dalšími přísadami.
V rukodělné výrobě mají přední místo příslušníci etnika Azande, kteří si v dřívějších dobách díky dobře propracovaným nástrojům a zbraním dokázali udržet dominantní postavení mezi svými sousedy. Členové této etnické skupiny jsou dodnes známí pro své železné, hliněné či dřevěné výrobky. Moderní jihosúdánští umělci se realizují například v malbě. Hudba tvoří integrální součást jihosúdánského života, často jsou rituály doplněny hrou na různé druhy hudebních nástrojů, rovněž také zpěvem a tancem. Svoje místo mají v jihosúdánské společnosti i moderní hudební styly, do velké míry zejména hip hop a reggae.
Oblíbenými sporty jsou wrestling, fotbal a basketbal. Známými hráči basketbalu pocházejícími z Jižního Súdánu jsou například Manute Bol a Luol Deng.

### Vzdělání a věda

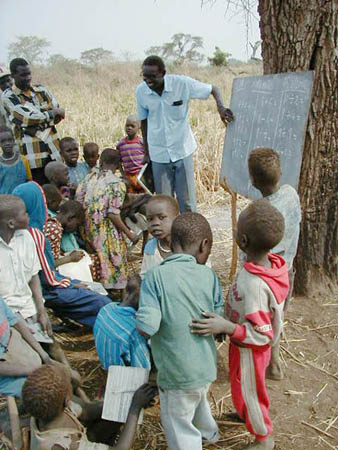
Vesnická škola ve státě Severní Bahr al-Ghazál

Před vyhlášením nezávislosti Súdánu spočívala výuka obyvatelstva především na snahách křesťanských misionářů, protože britská vláda zde nevybudovala dostatečnou síť vzdělávacích institucí. Po neúspěšném pokusu arabizovat jihosúdánské školství nechala súdánská vláda školy na jihu v roce 1962 zavřít. Vzdělávání mladé generace se nejprve ujaly povstalecké organizace a poté UNICEF, konstantním problémem však byl vždy nedostatek prostředků. Společně s probíhajícím ozbrojeným bojem tak mělo jen málo Jihosúdánců příležitost získat vzdělání. V důsledku toho bylo v roce 2009 pouze 27 % populace starší 15 let gramotné, přičemž u mužů činil podíl 40 %, zatímco u žen jen 16 %. Na základní školy se ve stejném roce přihlásilo zhruba 48 % dětí odpovídajícího věku, zejména u dívek zůstává ale pravidelná docházka problémem, protože musí například kvůli uzavírání předčasných manželských svazků školu opustit. Dodnes chybí dostatek budov i kvalifikovaných učitelů. Od roku 2012 se na podporu vzdělávání přímo na místě soustředí i čeští zástupci z humanitární organizace Člověk v tísni.
V zemi oficiálně existují i instituce nabízející vyšší vzdělání. Mezi ně patří Džubská univerzita v hlavním městě, Bahr el-Ghazálská univerzita ve Wau a Univerzita Horního Nilu v Malakálu. Kvůli občanské válce však byly přesunuty na sever a v současnosti probíhá snaha o jejich znovuotevření.